# Makararaja chindwinensis
Makararaja chindwinensis ist eine Stechrochenart, die im südostasiatischen Myanmar vorkommt. Die Art und die monotypische Gattung wurden im Jahr 2007 durch den US-amerikanischen Ichthyologen Tyson R. Roberts erstmals wissenschaftlich beschrieben. Die Art kommt im Chindwin, einem Nebenfluss des Irrawaddy vor, worauf das Art-Epitheton chindwinensis verweist. Der Gattungsname setzt sich aus Makara, dem Namen des krokodilähnlichen Reittieres der hinduistischen Flussgötter Gangā und Varuna, und raja, latein für Rochen, zusammen. Innerhalb der Stechrochen gehört Makararaja chindwinensis zur Unterfamilie Hypolophinae (Syn.: Pastinachinae) und bildet die Schwestergattung der Rochengattung Pastinachus. Über eine potentielle Gefährdung der Art kann die IUCN keine Angabe machen, da über die Art kaum etwas bekannt ist und zu wenig Daten über die Bestände vorliegen. In der Region lebende Fischer fangen die Art jedoch recht häufig.

## Merkmale
Der Holotyp und das einzige bisher wissenschaftlich untersuchte Exemplar ist ein ausgewachsenes Weibchen, dessen Körperscheibe 38,5 cm breit und 39 cm lang ist und dessen Schwanz 57,5 cm lang ist. Nach Aussagen lokaler Fischer wird die Art nicht wesentlich größer und der maximale Körperscheibendurchmesser liegt etwa bei 50 cm, das maximale Gewicht bei 3 bis 4 kg. Von allen anderen Stechrochen unterscheidet sich Makararaja chindwinensis durch die fast völlig runde Körperscheibe (rautenförmig bei Pastinachus) und die winzigen Schuppen, Dornen und Perlorgane auf der Rückenseite, die den Eindruck erwecken die Fische seien schuppenlos. Die Oberseite ist grau oder hell rotbraun gefärbt, die Bauchseite ist weißlich. Der Schwanz ist ca. 50 % länger als die Körperscheibe. Die Schwanzbasis ist schlanker als bei Pastinachus, aber nicht so schlank wie bei Himantura oder anderen Stechrochen. Der schlanke, stilettartige und sehr spitze Stachel liegt weiter hinten als bei Pastinachus. Auf der Schwanzunterseite befindet sich eine Hautfalte, die aber niedriger ist als bei Pastinachus. Die Brustflossen werden von 105 bis 107 Pterygophoren gestützt (111 bis 126 bei Pastinachus). Der Spiraldarm hat 16 bis 17 Windungen (meist 20 bei Pastinachus). Über die Lebensweise von Makararaja chindwinensis ist bisher kaum etwas bekannt.

## Belege
1. 1 2 3  Tyson R. Roberts: Makararaja chindwinensis, a new genus and species of freshwater dasyatidid Pastinachine stingray from upper Myanmar. Natural History Bulletin of the Siam Society v. 54, no. 2, 2007, PDF
2. ↑  Last, P.R., Naylor, G.J.P. & Manjaji-Matsumoto, B.M. (2016): A revised classification of the family Dasyatidae (Chondrichthyes: Myliobatiformes) based on new morphological and molecular insights. Zootaxa, 4139 (3): 345–368. doi: 10.11646/zootaxa.4139.3.2
3. ↑  Makararaja chindwinensis in der Roten Liste gefährdeter Arten der IUCN 2010. Eingestellt von: Compagno, L.J.V., 2009. Abgerufen am 15. November 2019.